# 鵝毛筆

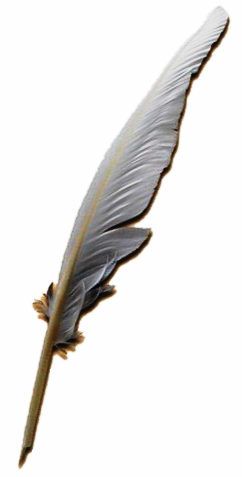
鵝毛筆

鵝毛筆用大型鳥類的羽毛製成。以往多數是從鵝的翅膀取下來，經過脫脂、硬化處理後即可削切筆尖。

## 歷史
鵝毛筆在大約西元700年時普及，西方還沒有發明出金屬筆尖的沾水筆、鋼筆和原子筆之前，鵝毛筆為主要的書寫工具。中世紀之前大多用蘆葦筆書寫，但之後漸漸為鵝毛筆所取代，書寫的材質為羊皮紙、莎草紙（或紙）。

## 材料
最強韌的鵝毛筆大多取自於鳥禽類翅膀最外層的五根羽毛，左側翅膀的羽毛更佳，因為其生長的角度較能符合右手寫字使用者的握筆習慣。
除了鵝之外，天鵝羽毛製成的鵝毛筆更是稀有且昂貴；若要書寫精細的字體，烏鴉的羽毛最佳，接著是老鷹、貓頭鷹、火雞等。
1810年發明鋼筆以後，羽毛筆逐漸沒落。

## 書寫特點
手工切割的鵝毛筆是書寫西方書法的首選工具，比金屬製筆更能產生不同的筆觸跟韌性。使用時要先沾墨水才能書寫。鵝毛筆桿能吸附墨水，在書寫時能因毛細作用而有持續供水的效果。
鵝毛筆的筆尖製作有各種方式，依據書寫的用途而不同，例如粗體字的話，就斜切較大的角度去製成。而寫信等小字時，就削得較尖，如同現今鋼筆有M、F、B等的分法。但鵝毛筆相當容易磨損，這也造成了西方书法的一些書寫韻味。